# Camfrog
Camfrog é um programa que permite a videoconferência entre várias pessoas ao mesmo tempo em uma sala na Internet. Foi desenvolvido pela Camshare LLC e lançado em 2003. Existe uma versão gratuita e uma versão paga do aplicativo. As salas são divididas por continentes e existem salas para deficientes auditivos, comunidade Camfrog, gerais e para adultos, cada qual possuindo suas próprias regras. Cores diferenciam os usuários em relação as suas funções.